# Kimberley Nixon
Kimberley Nixon (Bristol, 24 de setembro de 1985) é uma atriz britânica.

## Filmografia
| Filme     | Filme                              | Filme           | Filme |
| Ano       | Filme                              | Papel           |       |
| --------- | ---------------------------------- | --------------- | ----- |
| 2008      | Angus, Thongs and Perfect Snogging | Lindsay         |       |
| 2008      | Garota Mimada                      | Kate            |       |
| 2008      | Bons Costumes                      | Hilda Whittaker |       |
| 2009      | Cherrybomb                         | Michelle        |       |
| 2010      | Morte Negra                        | Averill         |       |
| Televisão |                                    |                 |       |
| Ano       | Título                             | Papel           |       |
| 2007      | Cranford                           | Sophy Hutton    |       |
| 2010      | Agatha Christie's Poirot           | Egg             |       |
| 2010      | Law & Order: UK                    | Sally           |       |